# Arley (Warwickshire)
Arley es una parroquia civil del distrito de North Warwickshire, en el condado de Warwickshire (Inglaterra).

## Geografía
Según la Oficina Nacional de Estadística británica, Arley tiene una superficie de 8,06 km².

## Demografía
Según el censo de 2001, Arley tenía 2798 habitantes (49,93% varones, 50,07% mujeres) y una densidad de población de 347,15 hab/km². El 20,19% eran menores de 16 años, el 72,73% tenían entre 16 y 74 y el 7,08% eran mayores de 74. La media de edad era de 38,43 años. Del total de habitantes con 16 o más años, el 27% estaban solteros, el 55,67% casados y el 17,33% divorciados o viudos.
El 97,61% de los habitantes eran originarios del Reino Unido. El resto de países europeos englobaban al 1,04% de la población, mientras que el 1,36% había nacido en cualquier otro lugar. Según su grupo étnico, el 98,64% eran blancos, el 0,5% mestizos, el 0,29% asiáticos, el 0,32% negros, el 0,14% chinos y el 0,11% de cualquier otro. El cristianismo era profesado por el 79%, el budismo por el 0,11%, el judaísmo por el 0,11%, el islam por el 0,18%, el sijismo por el 0,18% y cualquier otra religión, salvo el hinduismo, por el 0,39%. El 12,82% no eran religiosos y el 7,21% no marcaron ninguna opción en el censo.
1344 habitantes eran económicamente activos, 1287 de ellos (95,76%) empleados y 106 (4,24%) desempleados. Había 1192 hogares con residentes, 58 vacíos, y 3 eran alojamientos vacacionales o segundas residencias.